# Conca d'Oro (estación)
Conca d'Oro es una estación de la línea B1 del Metro de Roma. Se encuentra en Piazza Conca d'Oro, de la cual recibe su nombre. Se encuentra cerca de la estación Val D'Ala de la línea FL1 de los ferrocarriles suburbanos de Roma.

## Historia
Los trabajos de construcción comenzaron en noviembre de 2005 y fueron finalizados a finales del 2011. La estación fue inaugurada el 13 de junio de 2012.